# Brett Hollister
Brett Hollister est un rameur néo-zélandais né le 19 mai 1966 à Rotorua.

## Biographie
Brett Hollister participe à l'épreuve de quatre avec barreur aux Jeux olympiques d'été de 1984 à Los Angeles avec comme partenaires Kevin Lawton, Barrie Mabbott, Don Symon et Ross Tong. Les cinq néo-zélandais remportent la médaille de bronze.